# Отмъщението на самурая
„Отмъщението на самурая“ (на японски: 日本巌窟王 – „Граф Монте Кристо в Япония“, на английски: Aoi – The Betrayed Samurai) е телевизионен японски сериал, чиято премиера в Япония е 10 януари 1979 г.
Времетраенето е 15 епизода по ~50 минути (1979 – 1980). Сценарист е Исаму Онода. Сериалът е вдъхновен от известния роман „Граф Монте Кристо“ на Александър Дюма-баща. През 2014 г. сериалът е издаден в DVD бокс-сет.
Излъчва се в България от 1989 г. по Канал 1, на мястото на „Всяка неделя“.

## Сюжет
Внимание:  Текстът по-долу разкрива сюжета на произведението (или части от него)!
Сюжетът проследява приключенията на самурая Хатамото Цукиносуке Аой, който е несправедливо обвинен и търси отмъщение за своите предатели. Действието се развива в Едо (днешно Токио), столицата на феодална Япония от 17-ти век в стилистиката на Едо периода, по времето на третия шогун Токугава, Йемицу.
През 17 век в югозападна Япония избухва селско въстание. Хиляди селяни и самураи се бият яростно срещу правителството. През това време младият самурай Аой Цукиносуке се жени за момичето Миюки. Аой идва от много уважавано и богато семейство. Камия Джудаю, братовчедът на Цукиносуке, копнее за неговата съпругата и вижда в Цукиносуке опасен противник за издигането му в съда. Само един ден след бляскавата сватба, добродушният Цукиносуке е изпратен на война с Камия Джудаю и общия приятел Сува Сагента и възниква опасен конфликт. Цукиносуке става жертва на интригите на братовчед си. След десет години принудителен труд на остров за каторжници, Цукиносуке успява да избяга. Под фалшива самоличност и забогатял от съкровище, той се завръща в родната си провинция. Кълне се в кърваво отмъщение към интригантите от миналото...

## Места за снимане
Сцените в Южните морета, включително остров Ивая, са заснети на големи места като остров Якушима и остров Окиноерабуджима.

## Бойни изкуства
За ролята си Цукиносуке учи бойни изкуства като тонфа, сай и нунчаку на островите Рюкю.

## Актьорски състав[11]
- Масао Кусакари като Аой Цукиносуке
- Норихей Мики като Гентацу
- Киоко Мицубаяши като принцеса Маби
- Хироши Арикава като Камия-Джудайю
- Йоичи Хаяши като Мизуно

- Норихей Мики (1962 г.)
- Юко Хама (1956 г.)
- Акира Нишимура (1965 г.)
- Тору Абе (1944 г.)